# 西維羅走廊 (佛羅里達州)
西維羅走廊（英語：Weat Vero Corridor）是位於美國佛羅里達州印第安河縣的一個人口普查指定地區。

## 地理
西維羅走廊的座標為27°38′24″N 80°29′48″W / 27.64000°N 80.49667°W，而該地最高點為海拔高度6米（即20英尺）。

## 人口
根據2010年美國人口普查的數據，西維羅走廊的面積為12.80平方千米，當中陸地面積為12.60平方千米，而水域面積為0.20平方千米。當地共有人口7138人，而人口密度為每平方千米557人。